# 卡懷特山
84°21′S 175°8′E / 84.350°S 175.133°E
卡懷特山是南極洲的山峰，位於杜費克海岸，屬於休斯山脈的一部分，海拔高度3,325米，在1940年由美國探險隊發現和拍攝照片，現時由南極條約體系管理。